# Зайсан (город)
Зайсан (каз. Зайсан, Жайсаң) — город в Казахстане, административный центр Зайсанского района Восточно-Казахстанской области.
Расположен в предгорьях хребта Саур, в 378 км на юго-восток от железнодорожной станции Жангизтобе (на линии Семипалатинск — Алма-Ата). Имеется аэропорт.
Зайсан — центр крупного животноводческого района, главным образом мясо-шёрстного овцеводства.
По городу назван крупный артезианский бассейн в межгорной впадине между Южным Алтаем и Тарбагатаем.

## Климат
| Показатель                        | Янв.  | Фев.  | Март  | Апр.  | Май  | Июнь | Июль | Авг. | Сен. | Окт.  | Нояб. | Дек.  | Год   |
| --------------------------------- | ----- | ----- | ----- | ----- | ---- | ---- | ---- | ---- | ---- | ----- | ----- | ----- | ----- |
| Абсолютный максимум, °C           | 13,7  | 9,7   | 24,3  | 33,0  | 34,7 | 38,0 | 42,0 | 40,6 | 37,8 | 32,8  | 17,4  | 11,2  | 42,0  |
| Средний суточный максимум, °C     | −11,4 | −8,6  | −0,6  | 14,2  | 22,1 | 26,9 | 28,9 | 27,9 | 21,9 | 13,2  | 0,5   | −8,5  | 10,5  |
| Средняя температура, °C           | −15,8 | −13,5 | −5,5  | 8,4   | 16,5 | 21,5 | 23,7 | 22,5 | 16,2 | 7,8   | −3,9  | −12,7 | 5,4   |
| Средний суточный минимум, °C      | −20,1 | −18,4 | −10,3 | 2,6   | 10,8 | 16,0 | 18,4 | 17,0 | 10,5 | 2,4   | −8,2  | −16,9 | 0,3   |
| Абсолютный минимум, °C            | −37,4 | −36,3 | −29,3 | −14,5 | −2   | 0,8  | 9,5  | 5,9  | −2,3 | −17,8 | −37,9 | −39,4 | −39,4 |
| Норма осадков, мм                 | 12,8  | 11,7  | 15,8  | 25,9  | 45,5 | 31,5 | 49,8 | 25,3 | 30,9 | 30,8  | 28,7  | 15,9  | 324,6 |
| Источник: Погода и климат Зайсана |       |       |       |       |      |      |      |      |      |       |       |       |       |

## История

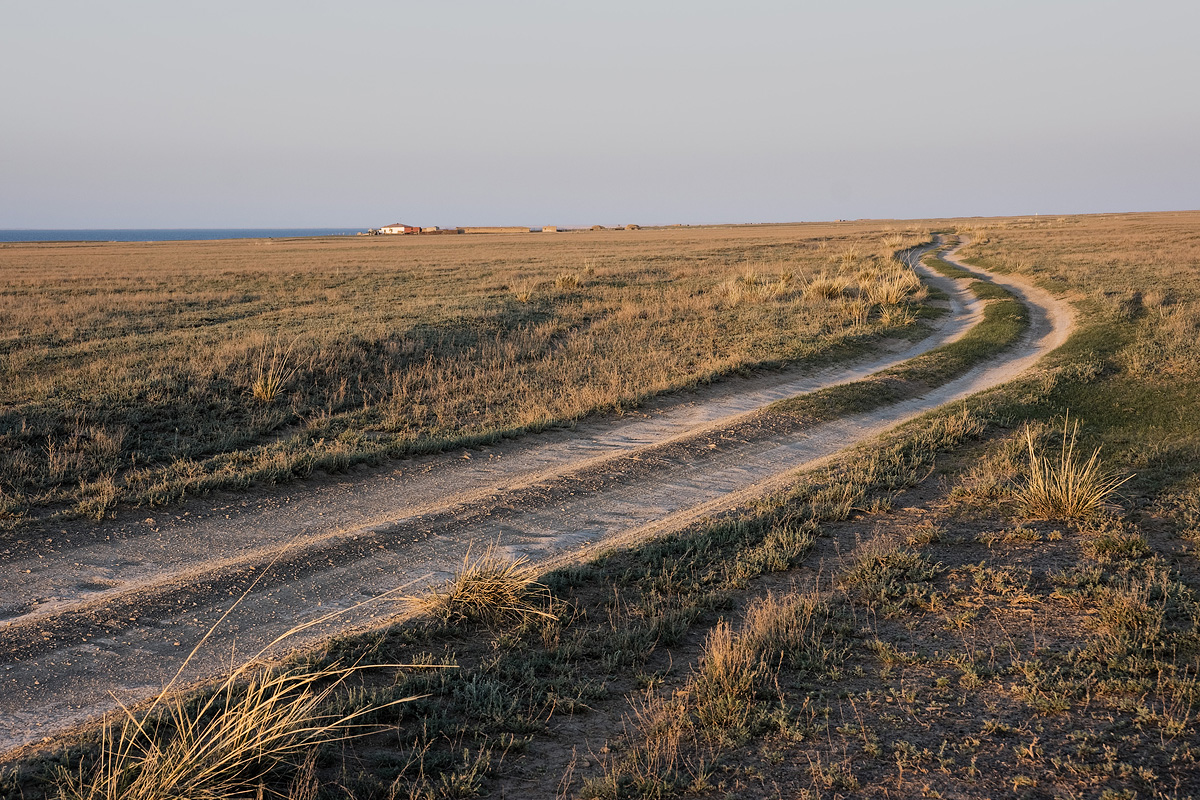
Окрестности города

Одна из многочисленных речек, протекающих вдоль Саурских гор по небольшим оврагам, расположенным у их подножья, и впадающих в Зайсанскую котловину, называется Жеменей. В верховьях Жеменейки среди густых лесов в 1830 − 1840 годах был заложен первый камень города Зайсана. Раньше город назывался «Джеменейка». Примерно в 1830-х годах географ-геодезист Маяковский приезжает в эти места для того, чтобы найти удобное и безопасное место для постройки поста к востоку от Иртыша.
Джеменейка расширялась и стала крупным населенным пунктом. Начиная с 1860 года жизнь жителей города стала тесно связана с озером Зайсан и рекой Иртыш. Многочисленные путешественники из Семипалатинска, Павлодара, Каркаралы, Усть-Каменогорска и других городов стали называть это урочище — «Зайсан».
В официальных архивных данных указывается, что город получил название «Зайсан» между 1864 и 1868 годами. В 18-м томе географической энциклопедии, выпущенной в 1903 году в Санкт-Петербурге издательством А. Ф. Девриена указано, что «Первый камень города Зайсан заложен в 1864 году, когда большая часть территории уезда принадлежала России». В 1864 году Зайсан, по указу царя, стал называться станицей и был укреплен как крепость воинскими подразделением, под руководством полковника И. Ф. Бабкова, обер-квартирмейстера Отдельного Сибирского корпуса. Крепость обрела большое значение, когда через таможенный пост Зайсан стали вывозить из Туркестана в Китай, Тибет, Синьцзян, шерсть, шкуры, лес и другое сырье, а завозить оттуда ткани, одежды и ручные изделия.
В 1870—1880 годах в городе проживало 2663 русских, 122 казаха, а в 1900-х годах казахов стало 4 тысячи. Население стало заниматься полеводством, скотоводством, растениеводством.
Окружные органы стали губернскими, в 1857 году во время образования уездов был создан Зайсанский уезд, а Зайсанский пост стал административно-политическим центром уезда. В городе находилось уездное начальство, таможня, казначейство, почта-телеграф, личные подсобные хозяйства. В 1880 году была протянута телеграфная линия, связавшая город с Семипалатинском.
Восточная сторона реки Жеменей, делящей пост Зайсан на две части, стала называться «Казачья слобода» и состояла из большой улицы, а в западной части было 3-4 улицы, начальная школа для азиатов, деревянная церковь, дом приставского начальства, торговая площадка, 110 кирпичных и 7 деревянных домов, как писал Г. Н. Потанин.
Удобный для внутренней и внешней торговли город Зайсан быстро расширился, укрепилась взаимная торговля с Западным Китаем и Монголией. Ежегодно проводимая в мае Никольская ярмарка увеличила объём торговли. Стали открываться такие предприятия, как мыловаренный, пивоваренный, кирпичный заводы, завод по обработке шерсти и кожи, имевшие важное местное значение. В город Зайсан, богатый дешёвым сырьем, стало приезжать много купцов.
К концу XIX века Зайсан стал известен как купеческий город. Для детей купцов и чиновников, кроме азиатской начальной школы для мальчиков, открыли в 1883 году начальное училище для девочек.
Зайсанский уезд стал многонациональным. Здесь проживали казахи, русские, татары, узбеки, туркмены, киргизы, китайцы, и представители других народов.
В Зайсане, который был центром Зайсанского уезда Семипалатинской области, было 2 мечети и 2 церкви. В то время 6 районов уезда были объединены и созданы 17 самостоятельных волостей. В уезде открылось 12 школ, где училось 350 детей и преподавали 17 учителей. В 1896 году в городе открылась семиместная больница, где медицинскую услугу оказывали два врача, предприниматели А. С. Хохлов, Титов, Собачкин открыли шахту, наладили угледобычу в кендырлыке. В 1880—1890 годах город стал крупным центром, об этом свидетельствовало и его архитектура. В городе выстроились рядами магазины, дома из обожжённого кирпича, созданные по плану архитектура Баязита Сатпаева.
В городе, ставшем крупным культурным центром где работали известные поэты Султанмахмут Торайгыров, Асет Найманбайлы, Ногайбаев. Качество и предположительно объём Кендырлыкского угля изучил Павел Васильев Михаэлис. Ссыльные Ватсон, Томашевский, Худыковский и другие внесли свой вклад в развитие культуры края.
В городе было два больших кожевенных завода. Работал кирпичный завод Фунтикова, расположенные вдоль Жеменейки мельницы обеспечивали город мукой. Пивоваренный завод Дображанского обеспечивал баварским пивом не только уезд, но также экспортировал в приграничные районы. В городе было два мыловаренных завода, и работал завод по обработке привозимой железной руды, которую экспортировали в Китай, Тибет и Монголию. Кинотеатр Сорокина демонстрировал народу фильмы и информировал населения о жизни и событиях планеты. Большое значение имел завод Асташова, изготовлявший валенки из собранной шерсти.
Город моего детства Зайсан утопал, в зелени у подножия трёх склонов Алтайских гор. По середине его струились прозрачные воды звонкоголосой горной речки Жиманай. Этот не умолкающий ни днем, ни ночью поток реки делил город на две социально различные части; с одной стороны селились мирные люди, обыватели; с другой — квартировала военно-казачья часть. Как я теперь понимаю, первые просто жили, а вторые охраняли их покой и рубежи Российской империи. В нашем Зайсане содержался в совершенстве благоустроенный парк. По воскресеньям и праздникам в парке играл воинский духовой оркестр. По аллеям, усыпанным желтым речным песком, чинно прогуливались мирные граждане, военные с дамами, кавалеры с барышнями. (…) В городе были школы — русские и татарские, церкви, мечети.
 — вспоминал зайсанский старожил Якуб Ахтямов.
В 1922 году в городе была открыта уездная больница.
В 1938 году была открыта противомалярийная, а позднее санитарно-эпидемиологическая станция. В 1937 году был открыт родильный дом. На 7 мест, где работала врач Щедрина. В 1945 году стала оказывать услуги первая аптека. В 1950 году родильный дом был открыт в отдельном здании, койко-мест было увеличено до 100. в 1952 году был открыт кожно-венерологический диспансер на 25 койко-мест, в 1958 году туберкулезный диспансер. На 25 койко-мест.
В 1926 году в Зайсан был создан городской Совет.
Осенью 1928 года в республике были распущенны уезды по решению исполнительного Комитета ЦК ВКП /б/ Казахстана, вместо них были созданы районы. Зайсанский уезд был разделен на Зайсанский, Маркакольский, Кокпектинский, Кызылтас /Аксутаский/ районы. Зайсанский район был создан 3 сентября 1928 года по Указу ВЦИК. Территория района сейчас равна по объёму трем волостям: Манырак, Чёрный Иртыш, Кендырлык. До 1930 года Зайсанский район был в составе Семипалатинской области, начиная с этого года стал относиться вновь образованной Восточно-Казахстанской.
В 1920-е годы, подобно многим малым городам СССР, Зайсан утратил городской статус (восстановлен в 1941 году).
В годы Великой Отечественной войны из района ушли воевать 6 559 человек, из них погибло 2500.

## Население
| 1923    | 1939    | 1959  | 1970    | 1979    | 1989    | 1999    |
| ------- | ------- | ----- | ------- | ------- | ------- | ------- |
| 5164    | ↗8480   | ↗8788 | ↗12 289 | ↗14 374 | ↗16 970 | ↘16 021 |
| 2009    | 2021    |       |         |         |         |         |
| ↘14 389 | ↗18 430 |       |         |         |         |         |

На начало 2024 года, население города составило 34 000 человек (17 200 мужчин и 16 800 женщины).

## Достопримечательности
Мечеть Зайсана,
Парк Абая,
Площадь,
Парк Закиев,
Аллея,
Водопад,
Озеро Зайсан,
Гора Сауыр-Сайкан